# Гадюка-носоріг
Гадюка-носоріг (Bitis nasicornis) — отруйна змія з роду Африканська гадюка родини Гадюкові.

## Опис
Загальна довжина коливається від 60 см до 1,2 м. Спостерігається статевий диморфізм — самиці більші за самців. Голова пласка, трикутна. Кінчик морди прикрашений 2—3 довгими загостреними лусками, які вертикально стирчать над ніздрями. Товстий, куций тулуб вкрито ефектним візерунком. Чорний стрілоподібний малюнок на голові облямовано світло-жовтою смужкою, а боки голови яскраво-блакитні. Уздовж спини йдуть подвійні блакитні трапеції, облямовані жовтим кольором, які з'єднані чорними ромбами. З боків чорні трикутники чергуються з великими зеленими ромбами, облямованими вузькою червоною смужкою. Строкате забарвлення добре приховує цю гадюку серед яскравої зелені рослинності на тлі червоно-бурого ґрунту та опалого листя.

## Спосіб життя
Полюбляє вологі тропічні ліси, болотисті місцини, береги лісових річок й струмків, охоче заходить у воду. Гарно плаває. Активна вночі. Харчується дрібними ссавцями, жабами, ропухами, рибою.
Отрута досить сильна, може становити небезпеку для людини.
Це яйцеживородна змія. Самиця народжує до 38 дитинчат довжиною 18—25 см.

## Розповсюдження
Мешкає в Екваторіальній Африці — від західної Кенії до Гвінеї та Судану до Замбії.